# Orlando Monteiro
Orlando Monteiro Semedo (* 18. Mai 1972 in Praia), auch in der Schreibweise Orlando Monteiro oder kurz Orlando, ist ein ehemaliger são-toméischer Fußballspieler auf der Position eines Stürmers. Er war zuletzt bei Sporting Covilhã in Portugal und in der Fußballnationalmannschaft von São Tomé und Príncipe aktiv.

## Karriere

### Verein
Der in der kapverdischen Hauptstadt geborene Monteiro verbrachte seine gesamte Karriere in Portugal. Hier begann er im Jahr 1992 seine Profilaufbahn im Kader des damaligen Viertligisten Seixal FC. Für den Verein lief er bis ins Jahr 1993 auf, genaue Daten über die Anzahl seiner Einsätze geben die Quellen jedoch nicht her. Nach zwei Jahren wechselte er zum damaligen Zweitligisten SC União Torreense, wo er in seiner Debütsaison lediglich zu drei Einsätzen kam und sich mit der Mannschaft im unteren Teil der Tabelle platzierte. Auch sein Wechsel in die drittklassige II Divisão Série Centro zum Verein ACD Beneditense brachte keine Besserung der Situation. Auch hier verließ er den Verein bereits nach einer Saison wieder, ohne einen Einsatz in der Liga absolviert zu haben. Monteiro wechselte daraufhin zum damaligen Erstligisten CF Estrela Amadora. Hier absolvierte er in seiner ersten Saison für die Tricolores neun Einsätze und erreichte mit der Mannschaft um Iliya Voynov, Tico-Tico und Fernando Gonçalves einen Platz im Mittelfeld der Tabelle. Ein Jahr später kam Monteiro auf 10 Ligaspiele, ein Tor gelang ihm aber auch hier nicht. 1997 verließ er die Tricolores und schloss sich dem damaligen Zweitligisten Académico de Viseu an. Hier kam er zwar in 13 Zweitligapartien zum Einsatz, belegte mit der Mannschaft am Ende der Saison jedoch einen Abstiegsplatz. Er wechselte erneut diesmal innerhalb der Liga zu Moreirense FC. Hier etablierte sich Monteiro schnell zum Stammspieler und absolvierte in seiner Debütsaison für die Verdiblancos 29 Ligaspiele, auch im Jahr darauf gehörte er neben Armand Ossey und Mário Artur zum Stamm der Mannschaft. Da die Verdiblancos die Saison auf einen Abstiegsplatz abschlossen, wechselte er abermals den Verein und schloss sich den FC Penafiel im Norden Portugals an. Auch hier gehörte er schnell zur Stammformation und erreichte hier in seiner Debütsaison mit den sechsten Tabellenplatz die höchste Platzierung seiner Zweitligakarriere. Bis zum Jahr 2003 absolvierte der Stürmer für die Rubro-Negros insgesamt 65 Pflichtspieleinsätze, in denen ihm 4 Tore gelangen. Nach einer kurzen Station im Kader des damaligen Drittligisten FC Lixa kehrte er in die Zweitklassigkeit zurück und schloss sich dem Verein Sporting Covilhã an, wo er nach 13 Spielen seine aktive Karriere 2004 beendete. Einen Vereinstitel konnte Monteiro während seiner gesamten Karriere nicht gewinnen.

### Nationalmannschaft
Sein Debüt für die Fußballnationalmannschaft von São Tomé und Príncipe gab Monteiro am 22. April 2000, im Rahmen der Qualifikation zur Fußball-Weltmeisterschaft 2002 unter Trainer Eduardo de Sousa, gegen die Auswahl von Sierra Leone (4:0). Erst drei Jahre später am 11. Oktober 2003, im Qualifikationsspiel zur Fußball-Weltmeisterschaft 2006 gegen die Mannschaft aus Libyen, wurde er an der Seite von Derilson Neves, Staydner Veloso und Jairson Semedo wieder für die Falcões e Papagaios berufen. Dies sollte allerdings sein letzter Einsatz im Trikot der Nationalmannschaft bleiben.